# 宇野俊一
宇野 俊一（うの しゅんいち、1928年12月20日 - 2012年7月26日）は、日本の歴史学者。千葉大学名誉教授。

## 経歴
1928年、香川県で生まれた。東京大学文学部国史学科で学び、1954年に卒業。
千葉大学助教授となり、後に教授昇格。1994年に千葉大学を定年退官し、名誉教授となった。

## 著作
著書
- 『日清・日露』(日本の歴史 26) 小学館 1976
- 『明治国家の軌跡』梓出版社 1994
- 『桂太郎』吉川弘文館(人物叢書) 2006 
  - オンデマンド版　2024[2]
- 『明治立憲体制と日清・日露』岩田書院(近代史研究叢書) 2012

共編・校注
- 『立憲政治』(論集日本歴史 11) 有精堂出版 1975
- 『日本全史』小林達雄・竹内誠共編、講談社 1990
- 『日本全史：ジャパン・クロニック』共編、講談社 1991
- 『桂太郎自伝』校注、平凡社(東洋文庫) 1993
  - ワイド版 2008年
- 『近代日本の政治と地域社会』編、国書刊行会 1995
- 『角川日本史辞典 新版』朝尾直弘・田中琢共編、角川書店 1996
- 『千葉県の歴史　県史12』石井進共編、山川出版社 2000
  - 新版 2012